# لاري كولينز
لاري كولينز (بالإنجليزية: Larry Collins)‏  (و. 1929 – 2005 م) هو مراسل عسكري، ومؤرخ، وصحفي، وكاتب، وكاتب خيال علمي أمريكي، ولد في هارتفورد، كونيتيكت، توفي عن عمر يناهز 76 عاماً، بسبب نزف مخي.

## التعليم
تعلم في Loomis Chaffee School ‏.

## وصلات خارجية
- لاري كولينز على موقع IMDb (الإنجليزية)
- لاري كولينز على موقع مونزينجر (الألمانية)
- لاري كولينز على موقع إن إن دي بي (الإنجليزية)
- لاري كولينز على موقع قاعدة بيانات الفيلم (الإنجليزية)
- لاري كولينز في قاعدة بيانات الأفلام على الإنترنت